# Йотацизм
Йотацизм (йоканье, или йотация):
1. Дефект (обычно у детей) или особенность речи, выражающаяся в замене звука «й» или его выпадении[1]. Нарушение произношения «йотированных» гласных звуков, таких, как «йя», «йо», «йе» и др. — все они произносятся неправильно или заменяются какими-то другими. Например, слово «ёжик» вместо «йожик» произносится как «ожик», «уожик» и др., но в белорусском языке литературной нормой будет «вожык», то есть йотацизм в данном случае является нормой. Также йотацизм был нормой в смоленских и других западно-русских диалектах, а также другие различия (цоканье, чоканье, шоканье, жоканье, йоканье или йотацизм).
2. Лингвистическая системная разница (не является дефектом) в произношении и написании (или озвучивании при одном написании) одних слов в разных языках и диалектах: Иосиф — рус., Йосип укр. и юж-рус., Джозеф- англ., Жозеф — фр., и Хосе — исп. и есть пример лингвистического йотацизма.
3. Дефект или особенности написания из-за разных систем письма или транслитерации, а также смешение или неразделение йотации и смягчения, которое затрудняет прочтение и понимание написанного.

Иногда йотация (или смягчение) гласных обозначается апострофом, или диакритикой.